# Самбук (судно)

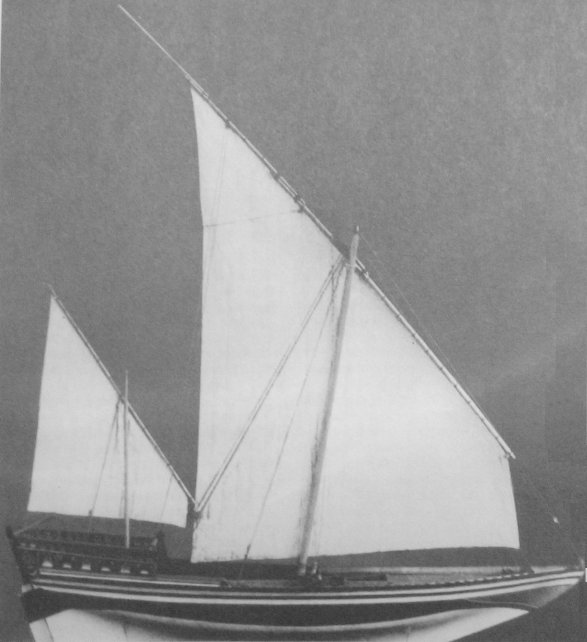
Двощогловий самбук. Модель

Самбук (від пехл. sambūk), відомий також як сунбук (від перс. سنبوک, sunbūk ) або сумбук (від араб. صنبوق) — вид двощоглового арабського дау середніх розмірів, що широко використовувався ловцями перлів та рибалками в Червоному морі, Перській затоці та на південному узбережжі Аравійського півострова до середини XX століття. Був менше за розмірами ніж великі транспорті дау — багала і бум і, зазвичай, був значно простіше прикрашений, ніж вони.

## Опис
Самбук більше за будь-які інші дау схожий на португальську каравелу XV—XVI століття, що спонукало деяких вчених вважати, що ця модель дау виникла в результаті європейського впливу.
Типові самбуки становили 20–35 м у довжину, від 5 до 9 м у довжину і мали водотоннажність від 40 до 100 тон. Самбук мав довгий і вузький корпус, зшитий мотузками без використання цвяхів, гострий ніс, пласку і дещо підняту відносно носа транцеву корму та дві щогли з арабськими вітрилами (англ. settee sail). Розташування щогл нагадувало кеч, тобто головна найвища щогла була попереду, а менша виносилася на корму. Форштевень і ахтерштевень кріпилися до кіля під значним кутом, тож порівняно з човнами однакової з ними довжини, самбук мав значно коротший кіль. Це робило його дуже маневреним і дозволяло веслярам розвертати судно майже на місці, що було важливою характеристикою для плавання в Червоному морі і Перській затоці, багатих мілинами і кораловими рифами.

## Регіон поширення і використання

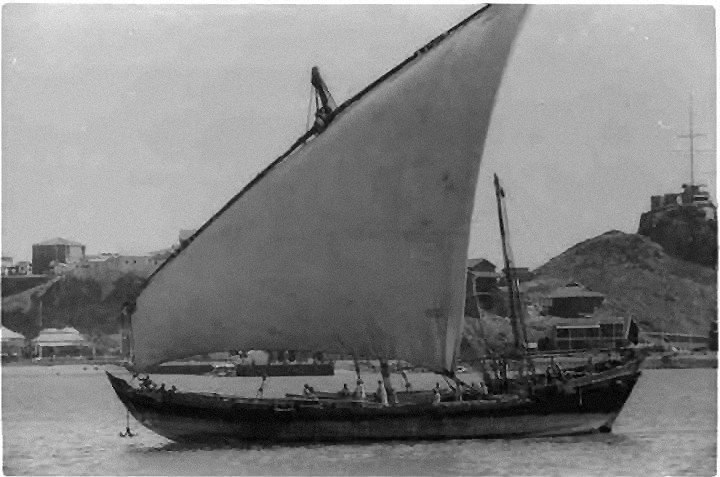
Самбук в Адені в 1936 році

Якщо багалу і бум можна вважати «домашніми» суднами Перської затоки, то менший за них самбук історично був найбільш поширений в регіоні Червоного моря. Протягом історії, самбук імовірно був одним з найуспішніших видів дау. Традиційно цей тип дау використовувався ловцями перлів, але оскільки сезон ловлі перлів тривав лише близько трьох місяців (з червня по вересень), в інший час судна активно використовували для риболовлі, торгівлі та пасажирських перевезень, серед яких чільне місце займала доставка паломників у Мекку, яка здійснювалась через порт Джидда на узбережжі Червоного моря.
Самбуки переважно працювали на маршрутах між портами Червоного моря і африканського узбережжя Суахілі. Але їх можна було зустріти і на шляху до індійських Діу або Бомбея. З єменського узбережжя Червоного моря самбук поширився у південній Аравії, особливо в таких місцях, як Маскат та Сур в Омані — де він активно використовувався ловцями перлин та рибалками.
Сьогодні вітрильний дерев'яний самбук поступився своїм місцем моторизованим пластиковим або металевим суднам, а ті зразки, що залишились, використовується переважно рибалками. Останнім часом деякі власники намагаються переробити свої самбуки під круїзні туристичні судна з метою використовувати їх в рекреаційних цілях.

## Історія

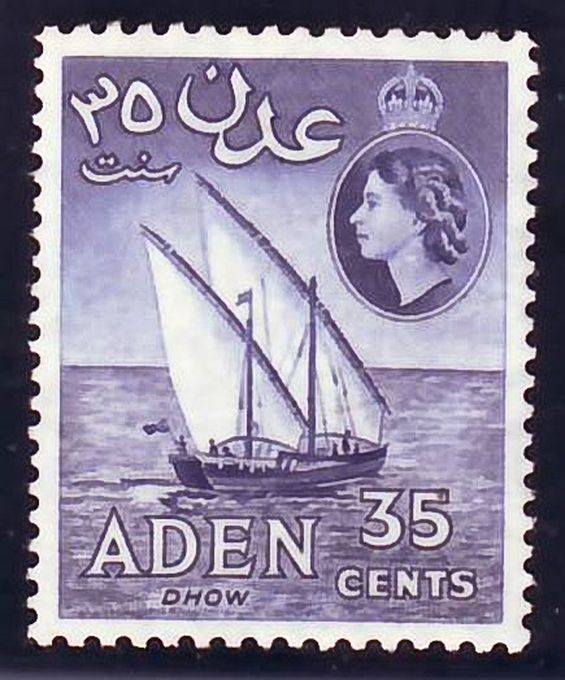
Самбук на марці з Адена 1953 року

Застосування збірного терміна «дау» для позначення човнів Індійського океану з характерними «арабськими» вітрилами має європейське походження. Самі араби не використовують термін «дау» для своїх човнів і для кожного виду суден, що відрізняються між собою головним чином не вітрилами, а розміром, конструкцією корпусу та кількістю щогл, застосовується окрема назва. Дау були добре пристосовані до вод Червоного моря та Перської затоки через їх неглибоку осадку та маневреність, а їх косі арабські вітрила, довгі корпуси та гострі носи чудово підходили для плавання під мусонними вітрами Індійського океану, влітку до Індії та взимку до Африки.
Точне походження дау залишається остаточно нез'ясованим. Більшість вчених вважають, що дау виникли в Індійському океані в період між 600 р. до н. е. і 600 р. н. е. Хоча є деякі дослідники, які вважають, що дау можуть походити від португальської каравели, хоча перші португальські каравели з'явилися в районі Аравійського півострова лише на початку XVI століття.
Протягом XIX та початку XX століть Шарджа була важливим портом для ловців перлин. Британське морське морське дослідження у 1830 році виявило, що під час сезону в ловлі перлів зайнято 300—400 дау, які заробляли еміру Шарджи біля 100 000 талерів Марії Терезії. На початку XX століття лише в Бахрейні налічувалося близько 2 000 дау, і щороку там спускали на воду ще біля 130 суден.
До 1930-х сотні дау складали флоти, які з червня по вересень плавали над перловими банками. У зв'язку із відкриттям в Японії на початку XX століття способу промислового культивування штучних перлів, та відкриття в 1930-х роках на Аравійському півострові покладів нафти, перловий і риболовний бізнес в регіоні втратив свою актуальність і самбуки та інші великі дау стали зникати. Сьогодні значна кількість комерційних вантажів перевозиться між Аравійським півостровом та Іраном на моторизованих суднах.
Суднобудівельна галузь, що займалась будівництвом, спорядженням та ремонтом дау традиційно була однією з найважливіших виробничих галузей Червоного моря та Перської затоки. Невелику кількість дау продовжують будувати в Бахрейні та в інших місцях Затоки і сьогодні.

## Особливості конструкції

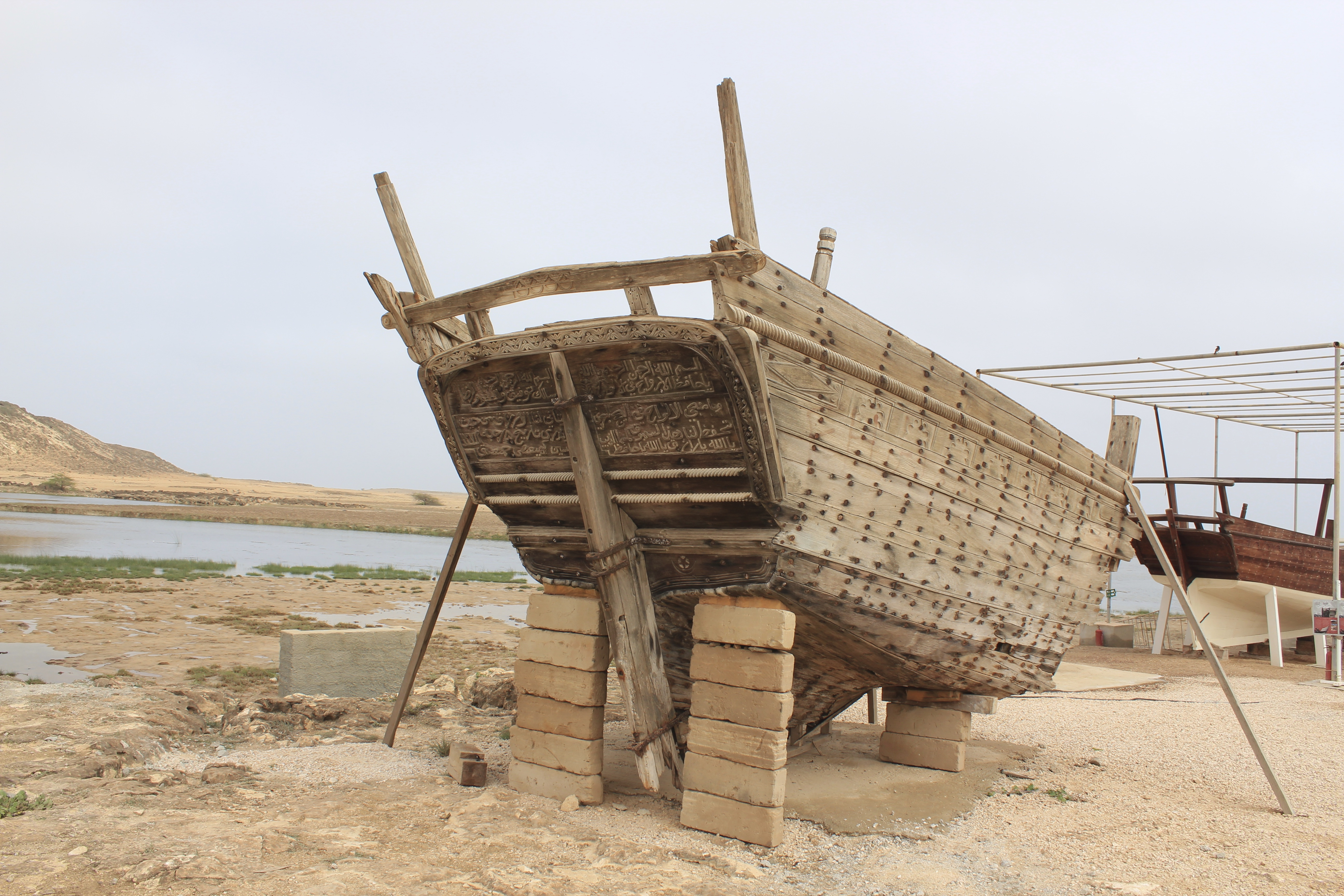
Остов самбука в Археологічному парку Сумхурам в Дофарі, Оман

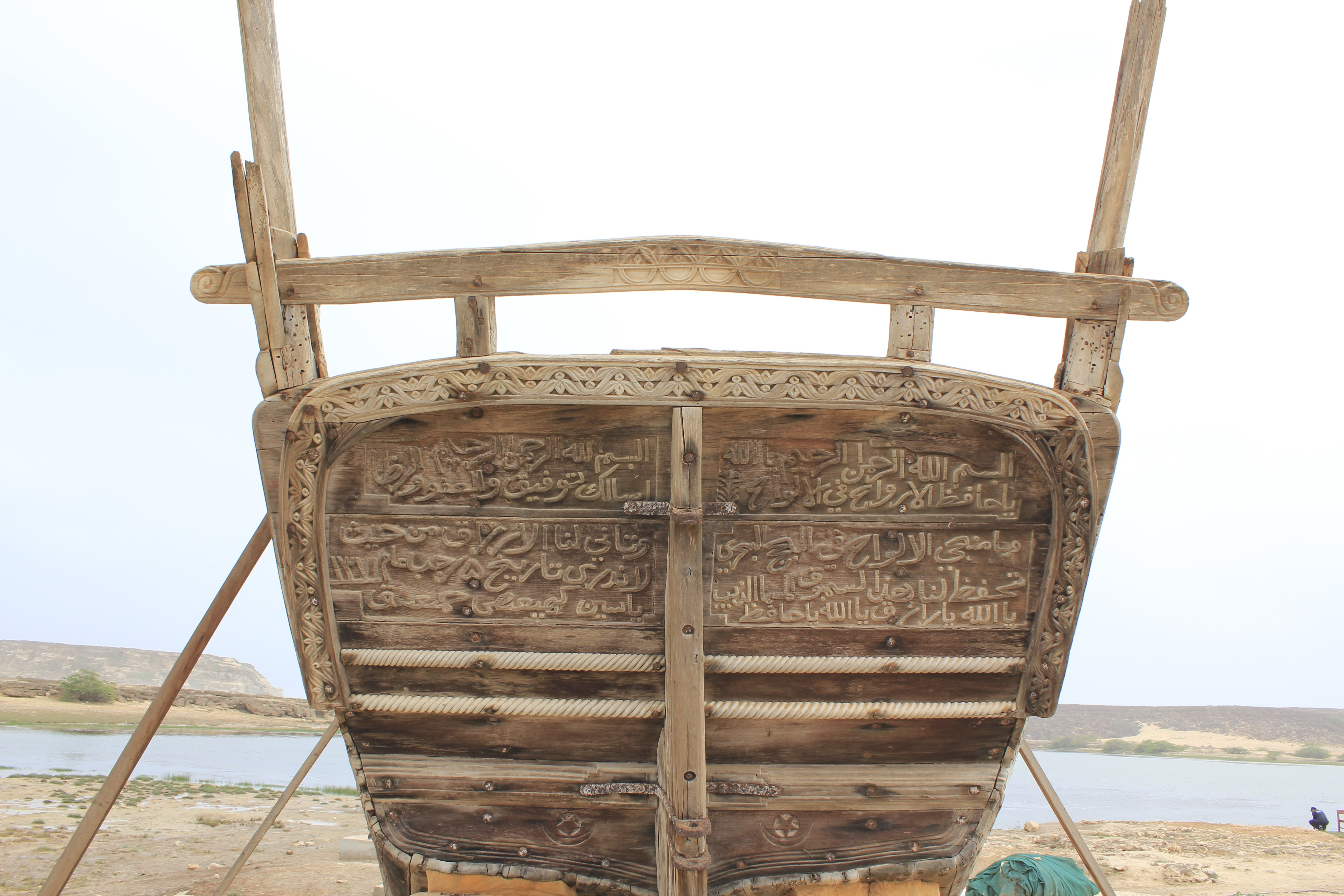
Оформлення корми

Джеймс Хорнел в своїй спробі класифікувати типи арабських суден, запропонував розділяти дау на дві великі групи — човни з пласкою транцевою кормою (можливо скопійованої з європейських суден), такі як багала, самбук чи шуї та більш човни з гострою кормою, такі як бум і зеруг.
Самбук, як і інші дау, був кільовим судном з набірним корпусом. До кіля кріпились сильно скошені штевні, а обшивці додавався необхідний запас міцності завдяки вставленим в неї поперечним силовим елементам. Як правило, корпус спочатку обшивався дошками і тільки після цього укріплювався зсередини шпангоутами. Висока пласка корма судна мала вертикальну дерев'яну балку, до якої підвішувалось кормове стерно.
Елементи обшивки традиційно кріпились до кіля, штевнів і один до одного по технології «зшитих човнів» — тобто за допомогою канатів з натуральних матеріалів, без використання металевих цвяхів чи скоб. Це робилось не через брак металу або відсталість технічних знань, а через особливості конкретної деревини — індійський тик при контакті з залізними цвяхами починав активно гнити і в цих місцях швидко з'являлися течі. Крім того, серед стародавніх арабських мореплавців були поширені легенди про підводні магнітні скелі, які нібито можуть висмикувати залізні цвяхи з корпусу корабля прямо під час плавання в морі. Канати для «зшивання» корпусу виготовлялись з койру — волокон лушпиння кокосових горіхів, оброблених в морській воді. Відомий британський мандрівник і дослідник Тім Северін для побудови свого «Сохара» — репліки бума (виду дау, зазвичай в 1,5-2 рази більшого за самбук), на якому він пройшов 6000 морських миль з Оману в Китай по шляху Синдбада-мореплавця, змушений був закупити аж 700 км цього волокна. Дошки корпусу кріпились одна до одної «встик» і зв'язувались канатами, що проходили через наскрізні отвори, зроблені вздовж краю дошок. Щоб зберегти канати від тертя об воду чи пошкодження о зовнішні перепони, від отвору до краю дошки робився заглиблений паз, в якому канат «утоплювали» і законопачували.
Обшивка робилась з тикового дерева, яке постачалось з Малабарського узбережжя Індії. Альтернативою могла слугувати єгипетська акація або деревина, яку завозили з узбережжя Східної Африки. Корпус конопатили кокосовим волокном, просоченим в шахаму — суміші вапна і баранячого жиру або смоли, а зверху покривали акулячим жиром. Внутрішні дерев'яні елементи судна раз в 4-6 місяців просочували рослинною олією, що охороняла їх від гниття і деревоточця, тому звичайний термін служби суден вимірювався десятками років.

Всі щогли на самбуках були одностовбурними, стеньги арабами не використовувались. Ванти легко від'єднувались від корпусу, оскільки це було необхідно при зміні галса. Штаги на щоглах були відсутні за непотрібністю, оскільки обидві щогли могли нахилятися в діаметральній площині судна в бік носа або корми на кут в межах 20-25°.

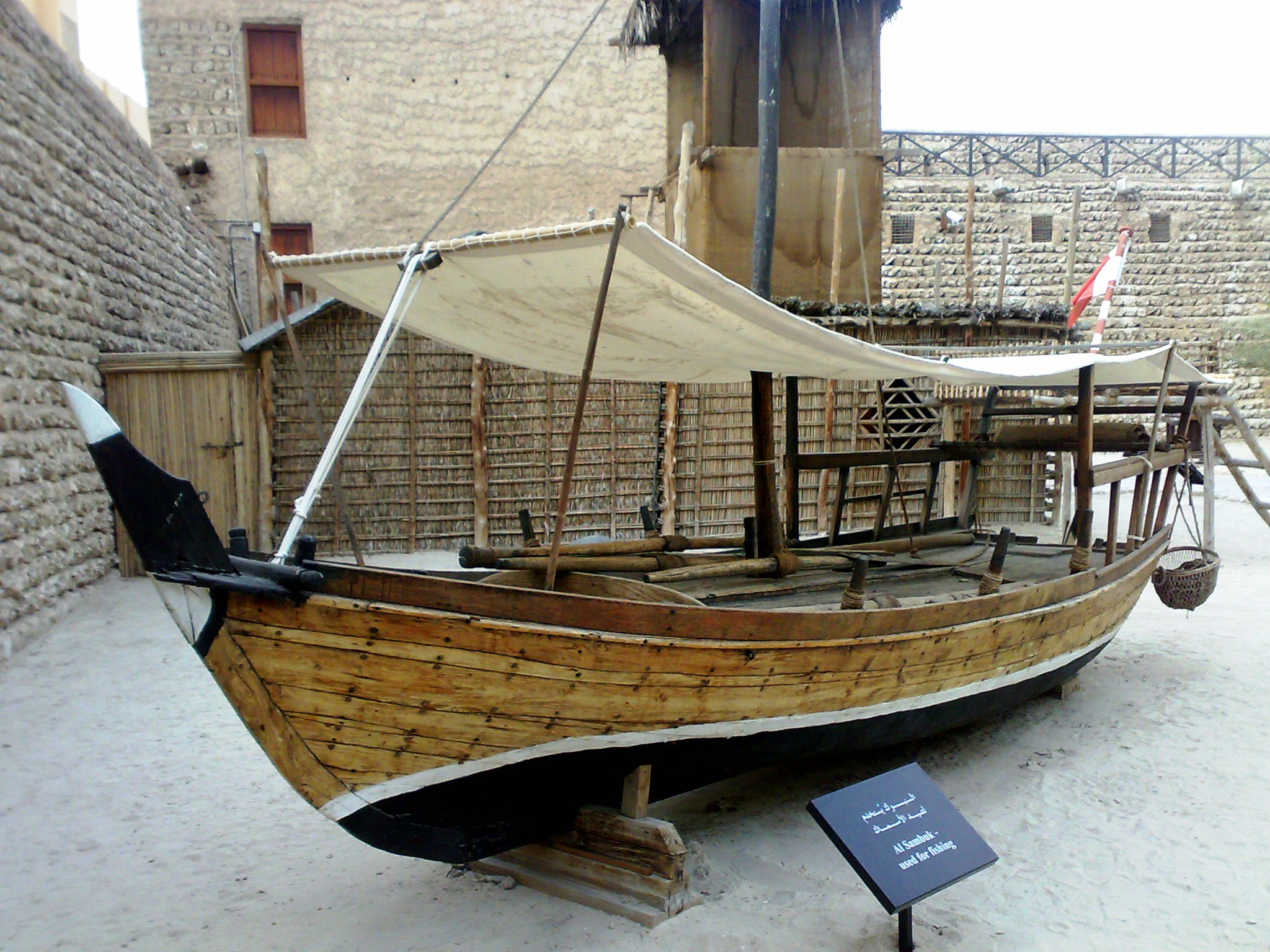
Невеликий рибальський самбук в музеї Дубаю, форт Аль-Фахіді, ОАЕ

Судна були оснащені характерними косими «арабськими» вітрилами (англ. settee sail) у формі неправильної трапеції з короткою передньою шкаториною. Вітрила обшивались ліктросами і мали на верхній шкаторині люверси, через які кріпились до довгого складного рейка «рю», що збирався з двох частин, як на європейських галерах. Фал для підйому вітрила устатковувався потужними талями. Шкотовий кут вітрила фіксували звичайні шкоти, такі ж, як на більшості вітрильних суден. Розмір вітрил на самбуках не регулювався за допомогою рифів, тож кожне судно мало два, а іноді три набори вітрил, що відрізнялись між собою за розміром — для спокійної погоди і для штормових умов.
Головне вітрило піднімалось на передній великій грот-щоглі, тоді як кормова щогла (бізань) несла таке ж по формі вітрило, але значно менше за розміром, ніж головне і, крім свого основного призначення, могло при маневрах виконувати роль повітряного керма. Маючи таке вітрильне оснащення, самбук міг без проблем йти зі швидкістю близько 12 вузлів, що було цілком достатньо для торгового судна. Для управління вітрилами самбуку не був потрібен численний екіпаж, достатньо було 6-12 матросів.
Пласка корма самбуків могла прикрашатися вишуканим різьбленням, хоча, зазвичай значно менш багатим, ніж на великих дау типу багали чи ганджи, зате її яскраво розфарбовували, причому в кожному регіоні самбуки прикрашали по-своєму.